# Hrabstwo Tallahatchie
Hrabstwo Tallahatchie (ang. Tallahatchie County) – hrabstwo w stanie Missisipi w Stanach Zjednoczonych. Obszar całkowity hrabstwa obejmuje powierzchnię 652,08 mil² (1688,88 km²). Według szacunków United States Census Bureau w roku 2009 miało 12 638 mieszkańców.
Hrabstwo powstało w 1833 roku.

## Miejscowości

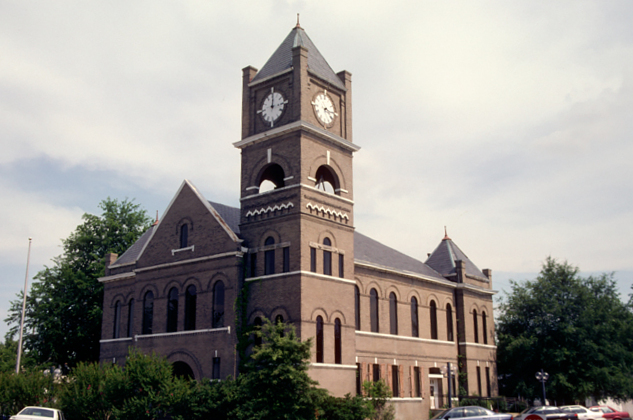
Budynek administracji hrabstwa (courthouse) w Sumner

- Charleston
- Glendora (wieś)
- Sumner
- Tutwiler
- Webb[4]

| Populacja hrabstwa w poprzednich latach | Populacja hrabstwa w poprzednich latach |
| Rok                                     | Liczba ludności                         |
| --------------------------------------- | --------------------------------------- |
| 1980                                    | 17 020                                  |
| 1990                                    | 15 210                                  |
| 2000                                    | 14 903                                  |
| 2005                                    | 14 191                                  |